# Ruxolitinib

Vie di traduzione del segnale

Il sistema JAK-STAT costituito da tre componenti principali: (1) un recettore (verde), che penetra la membrana cellulare (2) Janus chinasi (JAK) (giallo), che è legato al recettore e (3) trasduttore di segnale e attivatore di trascrizione (STAT) (blu), che porta il segnale nel nucleo e DNA. I punti rossi sono i fosfati. Dopo la citochina si lega al recettore, JAK aggiunge un fosfato di (fosforila) il recettore. Questo attira le proteine STAT, che sono anche fosforilati e si legano tra loro, formando una coppia (dimero). Il dimero sposta nel nucleo, si lega al DNA, e provoca la trascrizione di geni. Gli enzimi che aggiungono gruppi fosfato sono chiamati chinasi proteiche.

Ruxolitinib (INC424, INCB1842), prodotto e studiato da Incyte Pharmaceuticals e Novartis con i nomi commerciali Jakafi e Jakavi, è un inibitore della Janus chinasi con selettività per i sottotipi di questo enzima JAK1 e JAK2.
Esso viene usato per il trattamento di mielofibrosi, un tipo di tumore del midollo osseo di tipo intermedio o ad alto rischio.
Viene, inoltre, studiato per il trattamento di altri tipi di cancro (come linfomi e cancro al pancreas), per la policitemia vera, per la psoriasi a placche e per l'alopecia areata.
Esso viene considerato dagli analisti finanziari un potenziale farmaco blockbuster, cioè medicinali mirati e costosissimi, per curare malattie poco diffuse.